# Hans Ehrlin
Hans Ehrlin, född 11 maj 1937, död 14 oktober 2023, var en svensk arkitekt och möbelformgivare. Ehrlin var bosatt och verksam i Tranås. Han samarbetade bland annat med företag som Mitab.
Ehrlin har gjort möbler, satsbord, slagbord skåp med mera i ljus björk och masurbjörk för Ehrlin Möbler i Tranås. Han har även gjort kontorsmöbler och arbetat med internationella möbelutställningar.